# Keys to Ascension 2
Keys to Ascension 2 è il 16º album in studio del gruppo progressive britannico Yes.

## Brani
Come il precedente Keys to Ascension, anche questo contiene brani registrati dal vivo a San Luis Obispo (California) nel marzo del 1996 e alcune tracce (in questo caso un intero CD) di nuovi brani in studio.
La scelta dei pezzi live è in questo caso meno ricca di novità rispetto al precedente "Keys": solo Turn of the Century (da Going for the One, 1976) non era mai stata pubblicata prima in una versione dal vivo.
I brani in studio di Keys to Ascension e Keys to Ascension 2 furono in seguito ripubblicati nel 2000 su un CD unico, Keystudio.

## Tracce

### Disco 1
1. I've Seen All Good People - 7:15
  1. Your Move (Jon Anderson)
  2. All Good People (Chris Squire)
2. Going for the One (Jon Anderson) - 4:59
3. Time and a Word (Jon Anderson/David Foster) - 6:23
4. Close to the Edge (Jon Anderson/Steve Howe) - 19:41
  1. The Solid Time of Change
  2. Total Mass Retain
  3. I Get Up I Get Down
  4. Seasons of Man
5. Turn of the Century (Jon Anderson/Steve Howe/Alan White) - 7:55
6. And You and I (Jon Anderson; temi di Bill Bruford/Steve Howe/Chris Squire) - 10:50
  1. Cord of Life
  2. Eclipse (Jon Anderson/Bill Bruford/Steve Howe)
  3. The Preacher the Teacher
  4. Apocalypse

### Disco 2
1. Mind Drive (Jon Anderson/Chris Squire/Alan White/Steve Howe/Rick Wakeman) - 18:39
2. Foot Prints (Jon Anderson/Chris Squire/Alan White/Steve Howe) - 9:09
3. Bring Me to the Power (Jon Anderson/Steve Howe) - 7:25
4. Children of Light - 6:06
  1. Children of Light (Jon Anderson/Vangelis/Chris Squire)
  2. Lifeline (Rick Wakeman/Steve Howe)
5. Sign Language (Steve Howe/Rick Wakeman) - 3:29

Keys to Ascension 2 (Essential EDF CD 457) raggiunse la posizione numero 62 nelle classifiche inglesi.

## Formazione
- Jon Anderson - voce
- Chris Squire - basso, voci
- Rick Wakeman - tastiere
- Alan White - batteria
- Steve Howe - chitarre, voci